# Ernst von Schuch
Ernst Edler von Schuch (ur. 23 listopada 1846 w Grazu, zm. 10 maja 1914 w Kötzschenbroda) – austriacki dyrygent.

## Życiorys
Studiował prawo w Grazu i na Uniwersytecie Wiedeńskim, jednocześnie pobierał lekcje muzyki u Eduarda Stolza i Felixa Otto Dessoffa. Początkowo występował jako skrzypek. W latach 1867–1868 był dyrektorem muzycznym Teatru Lobego we Wrocławiu. Następnie działał jako dyrygent w Würzburgu (1868–1870), Grazu (1870–1871) i Bazylei (1871). W 1872 roku wyjechał do Drezna, gdzie objął najpierw stanowisko dyrygenta włoskiej trupy operowej, a później dyrygenta (1873), pierwszego dyrygenta (1879) i dyrektora (1882) opery dworskiej, z którą związany był do końca życia. W 1882 roku został także następcą Franza Wüllnera na stanowisku kapelmistrza drezdeńskiej kapeli dworskiej, a od 1889 roku był generalnym dyrektorem muzycznym miasta. W trakcie swojej wieloletniej działalności podniósł poziom życia muzycznego w Dreźnie i uczynił z drezdeńskiej opery dworskiej jeden z najznakomitszych teatrów operowych świata, ściągając najlepszych reżyserów i scenografów. Poprowadził łącznie 51 premier, w tym m.in. Manru Ignacego Jana Paderewskiego (1901) oraz oper Richarda Straussa: Feuersnot (1901), Salome (1905), Elektra (1909) i Kawaler srebrnej róży (1911). Wystawił też jako pierwszy w Niemczech Rycerskość wieśniaczą Pietro Mascagniego oraz opery Giacomo Pucciniego.
Od 1875 roku był żonaty z węgierską śpiewaczką Clementine Procházką (1850–1932). Ich córka Liesel von Schuch (1891–1990) także została śpiewaczką. W 1897 roku otrzymał tytuł szlachecki z rąk cesarza Franciszka Józefa.

## Odznaczenia
- Komandor I Klasy Orderu Zasługi Cywilnej (1912, Królestwo Saksonii)[3][4]
- Komandor II Klasy Orderu Alberta (1891, Królestwo Saksonii)[3][4]
- Kawaler Orderu Alberta (1878, Królestwo Saksonii)[4][5]
- Złoty Medal „Virtuti et Ingenio” na wstędze Orderu Alberta (1902, Królestwo Saksonii)[3][4]
- Srebrny Medal Karoliny (1899, Królestwo Saksonii)[4]
- Złoty Medal Zasługi Miasta Drezna (1898, Królestwo Saksonii)[3][4]
- Odznaka Pamiątkowa 350-lecia Drezdeńskiej Orkiestry Dworskiej (1899, Królestwo Saksonii)[3][4]
- Komandor z Gwiazdą Orderu Franciszka Józefa (1906, Austro-Węgry)[4][6]
- Order Korony Żelaznej III Klasy (1886, Austro-Węgry)[3][4][7]
- Kawaler Orderu Franciszka Józefa (1879, Austro-Węgry)[3][4][8]
- Order Orła Czerwonego II i IV Klasy (1912 i 1882, Królestwo Prus)[3][4]
- Order Królewski Korony II i III Klasy (1903 i 1882, Królestwo Prus)[3][4]
- Komandor I i II Klasy Orderu Fryderyka (1906 i 1896, Królestwo Wirtembergii)[3][4]
- Komandor I Klasy Orderu Ernestyńskiego (1893, Księstwa Saskie)[3][4]
- Kawaler I Klasy Orderu Ernestyńskiego (1884, Księstwa Saskie)[4]
- Komandor z Gwiazdą Orderu Sokoła Białego (Wielkie Księstwo Saksonii-Weimar-Eisenach)[3]
- Komandor I Klasy Orderu Lwa Zeryngeńskiego (1908, Wielkie Księstwo Badenii)[3][4]
- Komandor Orderu Zasługi św. Michała II Klasy z Gwiazdą (1896, Królestwo Bawarii)[3][4]
- Wielki Komandor Orderu Zasługi Korony (1912, Królestwo Bawarii)[4]
- Krzyż Honorowy III Klasy Orderu Lippeńskiego (1876, Księstwo Lippe)[3][4]
- Komandor Orderu św. Grzegorza Wielkiego (1898, Stolica Apostolska)[3][4]
- Oficer Orderu Korony (1888, Królestwo Rumunii)[3][4]
- Order Świętej Anny II Klasy (1890, Imperium Rosyjskie)[3][4]
- Kawaler Orderu Wazów (1875, Królestwo Szwecji)[3][4]
- Order Krzyża Takowy II Klasy (Królestwo Serbii)[3]
- Komandor II Klasy Orderu Słonia Białego (1897, Królestwo Syjamu)[3][4]
- Komandor z Gwiazdą Orderu Izabeli Katolickiej (1908, Królestwo Hiszpanii)[3][4]
- Krzyż Zasługi Cywilnej (1877, Wielkie Księstwo Toskanii)[3][4]